# Werner Lorenz
Werner Karl Adolf Otto Lorenz (Grünhof, 2 oktober 1891 - Hamburg, 13 maart 1974) was de leider van het Hauptamt Volksdeutsche Mittelstelle, SS-Obergruppenführer, Generaal van de Waffen-SS, politiegeneraal en veroordeeld oorlogsmisdadiger.

## Het begin
Werner Lorenz werd geboren in Grünhof (nu Postomino) en was de zoon van een landheer. Weliswaar voerde de familie geen “von” in de naam, maar Lorenz was een van de weinige SS-leiders die op zijn minst een familiewapen kon aanbieden, toen Himmler van elk van de hogere SS-leiding een familiewapen voor het optooien van de Wewelsburg eiste.
Lorenz trad in dienst van een elitair cadettenkorps, om een Pruisische legerofficier te worden. In april 1913 werd hij Fahnenjunker in een Dragoner-regiment. Lorenz ging in augustus 1914, onmiddellijk na het uitbreken van de Eerste Wereldoorlog naar het front, waar hij binnen een maand onderscheiden werd met het IJzeren Kruis 1914, 2e Klasse. In 1915 wisselde hij van de cavalerie met de Luftstreitkräfte. Hij diende nog als stafofficier en werd nog kort voor het einde van de Eerste Wereldoorlog onderscheiden met het IJzeren Kruis 1914, 1e Klasse. Na het einde van de oorlog, stond de laatste door hem geleide eenheid in het Poolse grensland. Met Grenzschutz Ost nam hij deel aan gevechten, tot zijn eenheid in maart 1920 ontbonden werd.
Hij werkte als agrariër, en verwierf land- en industriebezit in Gdańsk.

## Nazicarrière
In 1929 werd Lorenz lid van de NSDAP en op 31 januari 1931 van de SS. In 1933 fungeerde hij als lid van de Landestag in Pruisen en in november 1993 als lid van de Rijksdag. Gelijktijdig werkte hij als Staatsrad in Hamburg.
Op 9 november 1933 werd Lorenz tot SS-Gruppenführer bevorderd. Van 1934 tot 1937 was hij leider van de SS-Oberabschnitt „Nord”, met zijn kantoor in Hamburg. In november 1936 werd hij tot SS-Obergruppenführer bevorderd. Vanaf januari 1937 leidde hij het Hauptamt Volksdeutsche Mittelstelle (VOMI) en was vanaf oktober 1939 direct aan de Reichskommissariat für die Festigung des deutschen Volkstums (RKFDV), Heinrich Himmlers ondergeschikte. Daarnaast was Lorenz gelastigde voor internationale relaties bij de plaatsvervanger van de Führer, Rudolf Hess. In deze hoedanigheid fungeerde hij als president van het “Gesellschaft für zwischenstaatliche Verbände“.
Tijdens de Tweede Wereldoorlog was Lorenz belast met het vestigen van etnische Duitsers in gebieden waar de oorspronkelijke bewoners waren verdwenen. De nieuwe bewoners kregen daar vaak een stuk land aangewezen en konden onder gezag van het VoMi arbeid verrichten. In 1941 werd het VoMi aanvankelijk een Hauptamt, maar al na enkele maanden werd het feitelijk opgenomen in het RKFDV. Lorenz bleef na de 'overname' van zijn organisatie verantwoordelijk voor de vestiging van etnische Duitsers in nieuwe gebieden. Tevens was hij verantwoordelijk voor de in beslag genomen Joodse persoonlijke bezittingen gedurende Aktion Reinhard, de massamoord op de Poolse Joden.

## Krijgsgevangenschap en proces

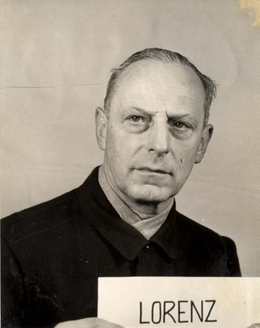
Werner Lorenz na zijn aanhouding

Na de Tweede Wereldoorlog werd Lorenz kort in Engeland gevangen gehouden, op 10 maart 1948 werd hij in het Prozess Rasse- und Siedlungshauptamt der SS wegens oorlogsmisdrijven, misdrijven tegen de menselijkheid en deelname aan een criminele organisatie tot 20 jaar gevangenisstraf veroordeeld. Als leider van VOMI was Lorenz verantwoordelijk voor de hervestiging en huiswaarts leiden van Duitse diaspora en Duitse minderheden in het buitenland, alsmede voor de germanisering van buitenlandse kinderen, vooral Poolse en Sloveense kinderen. In 1951 werd zijn gevangenisstraf tot 15 jaar gereduceerd. In het voorjaar van 1955 werd hij uit de gevangenis van Landsberg vrij gelaten.
Over het verdere verloop van zijn leven is niets bekend. Werner Lorenz overleed in 1974 in Hamburg.

## Familie
Werner Lorenz had drie kinderen; Rosemarie (1920), Jutta (1922) en Joachim-Werner (1928). Zijn oudste dochter Rosemarie Springer was de derde vrouw van de uitgever Axel Springer.

## Carrière
Lorenz bekleedde verschillende rangen in zowel de Allgemeine-SS als Waffen-SS. De volgende tabel laat zien dat de bevorderingen niet synchroon liepen.
| Datum                                     | Deutsche Heer                                                    | Allgemeine-SS        | Politie                | Waffen-SS                |
| ----------------------------------------- | ---------------------------------------------------------------- | -------------------- | ---------------------- | ------------------------ |
| 1911                                      | Kadett                                                           | —                    | —                      | —                        |
| 1 oktober 1912                            | Einjährig-Freiwilliger (vrije vertaling: eenjarige vrijwilliger) | —                    | —                      | —                        |
| April 1913                                | Fahnenjunker (aspirant-officier)                                 | —                    | —                      | —                        |
| 1 november 1914 (zonder Patent)           | Leutnant                                                         | —                    | —                      | —                        |
| 18 februari 1915                          | Patent verkregen                                                 | —                    | —                      | —                        |
| 1919                                      | Oberleutnant                                                     | —                    | —                      | —                        |
| 31 januari 1931                           | —                                                                | SS-Mann              | —                      | —                        |
| 31 maart 1931                             | —                                                                | SS-Sturmbannführer   | —                      | —                        |
| 17 juli 1931 (met ingang van 7 juli 1931) | —                                                                | SS-Standartenführer  | —                      | —                        |
| 9 november 1931                           | —                                                                | SS-Oberführer        | —                      | —                        |
| 10 juli 1933 (met ingang van 3 juli 1933) | —                                                                | SS-Brigadeführer     | —                      | —                        |
| 1 november 1933                           | —                                                                | SS-Gruppenführer     | —                      | —                        |
| 9 november 1936                           | —                                                                | SS-Obergruppenführer | —                      | —                        |
| 15 augustus 1942                          | —                                                                | —                    | Generaal in de politie | —                        |
| 9 november 1944                           | —                                                                | —                    | —                      | Generaal in de Waffen-SS |

## Lidmaatschapsnummers
- NSDAP-nr.: 397 994 (lid geworden 1 december 1930[10][16][11][9])
- SS-nr.: 6 636[11] (lid geworden 1 januari 1931[10][16][9])

## Decoraties
Selectie:
- IJzeren Kruis 1914, 1e Klasse[11] (11 maart 1918[9][19]) en 2e Klasse[11] (12 september 1914[9][10][16][19])
- Kruis voor Oorlogsverdienste, 1e Klasse (30 januari 1942[11][12]) en 2e Klasse met Zwaarden[10][16][19]
- Danziger Kreuz, 1e Klasse (30 november 1939[9][19]) en 2e Klasse (30 november 1939[16][19])
- Gouden Ereteken van de NSDAP op 30 januari 1936[10][16][11][19]
- Militär-Flugzeugführer-Abzeichen[16][11][9][19]
- Insigne van de SA bijeenkomst bij Brunswijk 1931[16] in 1931[9][19]
- Gouw Wartheland Partij District Traditie Badge[16] in 1943[12]
- Gouwen Danzig-West-Pruisen Partij District Traditie Badge[16] in 1939[19]
- Grootofficier in de Orde van Sint-Mauritius en Sint-Lazarus[16][19]
- Orde van de Kroon van Koning Zvonimir, 1e Klasse met Zwaarden (uitgereikt door de Kroatische leider dr. Ante Pavelić gedurende Lorenz’s bezoek aan zijn land in januari 1944.)[16][9][12]